# Trichodon trichodon

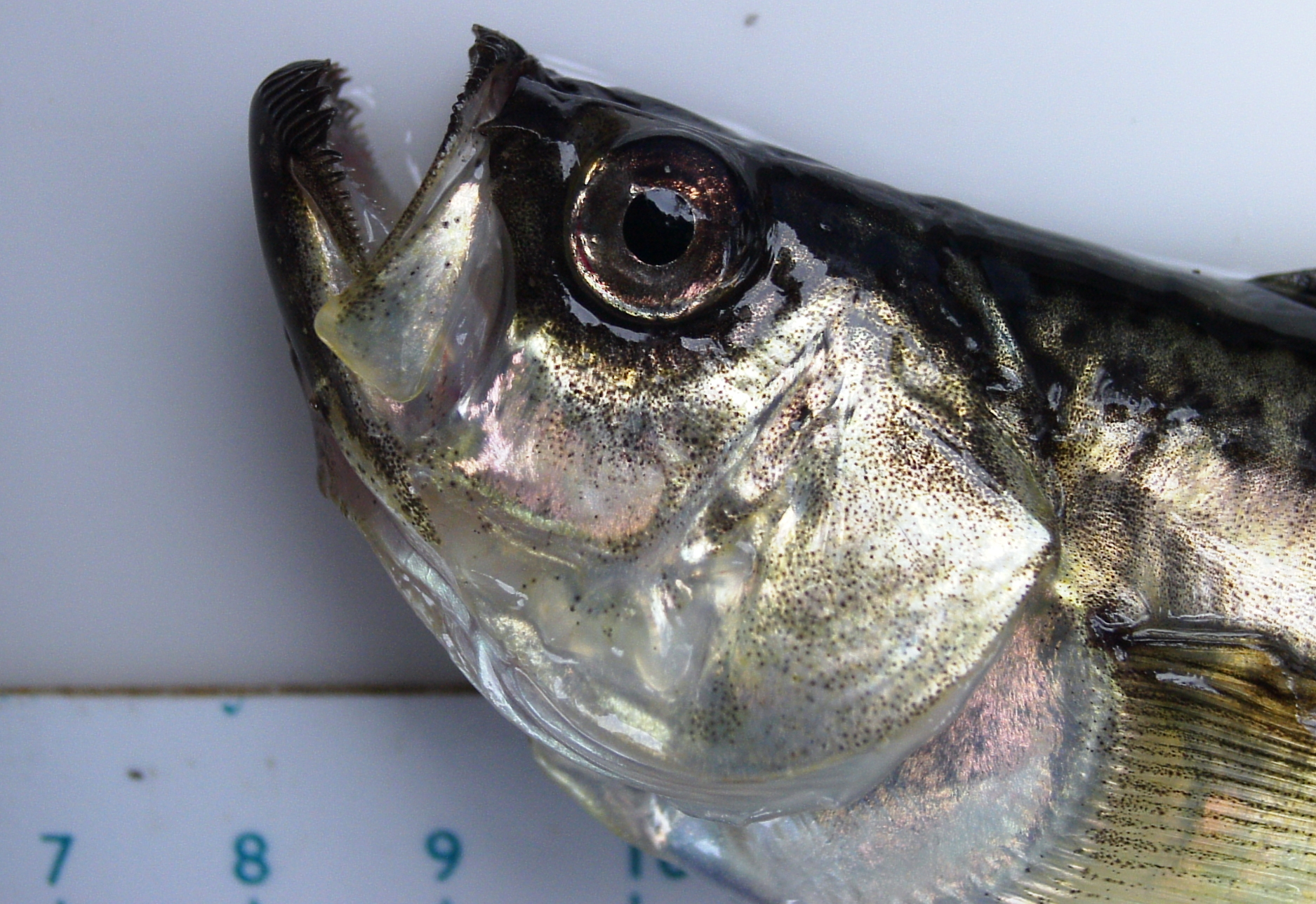
Cap d'un exemplar de Trichodon trichodon capturat a Alaska.

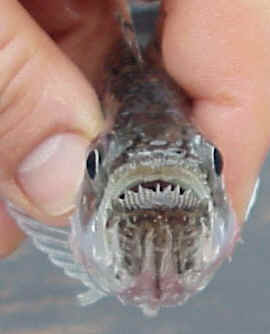
Trichodon trichodon

Trichodon trichodon és una espècie de peix marí pertanyent a la família dels tricodòntids i l'única del gènere Trichodon.

## Etimologia
Trichodon prové dels mots grecs thrix, -ikos (pèl, cabell) i odous (dents).

## Descripció
El cos, allargat, fa 30,5 cm de llargària màxima i és de color marró clar al dors i argentat al ventre. 9-16 espines i 18-20 radis tous a les dues aletes dorsals i 1 espina i 28-29 radis tous a l'anal. 21-22 radis tous a les aletes pectorals i 1 espina i 5 radis tous a les pelvianes. Aleta caudal moderadament forcada. Absència d'aleta adiposa. La part espinosa de les aletes dorsals presenta línies fosques paral·leles, mentre que les àrees superiors de les aletes pectorals i caudal tenen les vores enfosquides. Les aletes anal, pelvianes i la part inferior de les pectorals són clares.

## Reproducció
La fecundació és externa, els ous -esfèrics- són dipositats en forma d'una massa gelatinosa adherida a les roques del fons i la incubació triga al voltant d'1 any.

## Alimentació i depredadors
Menja peixos ossis, Euphausiidae, amfípodes, crustacis bentònics i copèpodes. El seu nivell tròfic és de 4,44. Pel que fa als seus depredadors, és depredat per Gadus macrocephalus -Alaska-, la foca comuna (Phoca vitulina) -els Estats Units-, Oncorhynchus tshawytscha, Megalocottus platycephalus -Rússia- i Platichthys stellatus -Rússia-.

## Hàbitat i distribució geogràfica
És un peix marí, demersal (entre 0 i 375 m de fondària) -els adults es troben en aigües més fondes, mentre que les larves i els joves ocupen hàbitats litorals poc fondos- i de clima boreal (66°N-38°N), el qual viu al Pacífic nord-occidental (la península de Kamtxatka, les illes del Comandant, el mar d'Okhotsk, i, possiblement també, la Xina) i el Pacífic nord-oriental (des de les illes Aleutianes i Nunivak -Alaska- fins a la costa pacífica del Canadà i San Francisco -Califòrnia-, incloent-hi el mar de Bering, el golf d'Alaska i el corrent de Califòrnia).

## Observacions
És inofensiu per als humans, el seu índex de vulnerabilitat és de baix a moderat (25 de 100), s'enterra en fons fangosos o sorrencs mostrant només la boca protuberant i és possible capturar-lo amb la mà en aigües poc fondes.